# Pterocarya tonkinensis
Pterocarya tonkinensis är en valnötsväxtart som först beskrevs av Adrien René Franchet, och fick sitt nu gällande namn av Dode. Pterocarya tonkinensis ingår i släktet vingnötter, och familjen valnötsväxter. Inga underarter finns listade i Catalogue of Life.

## Bildgalleri

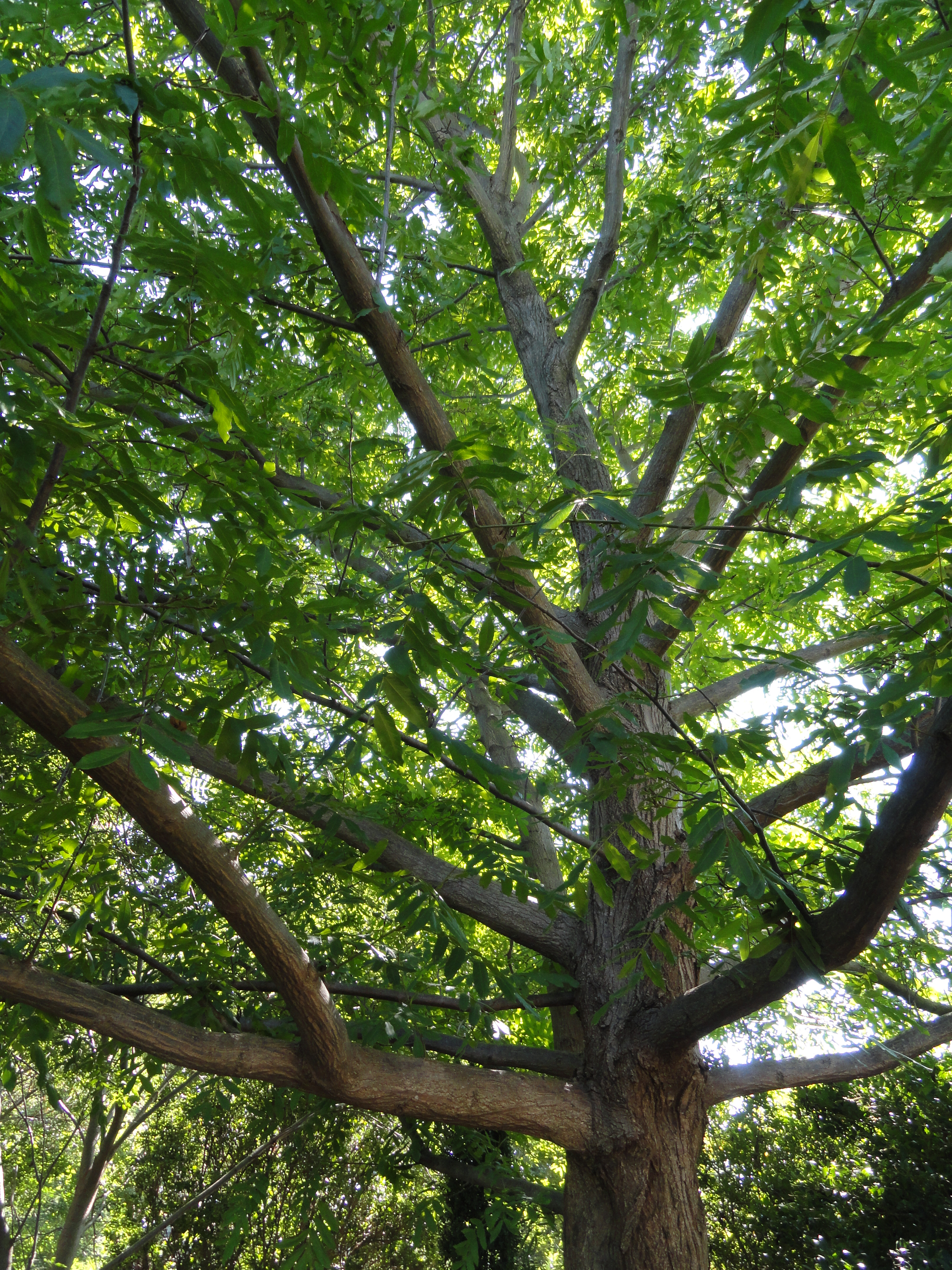
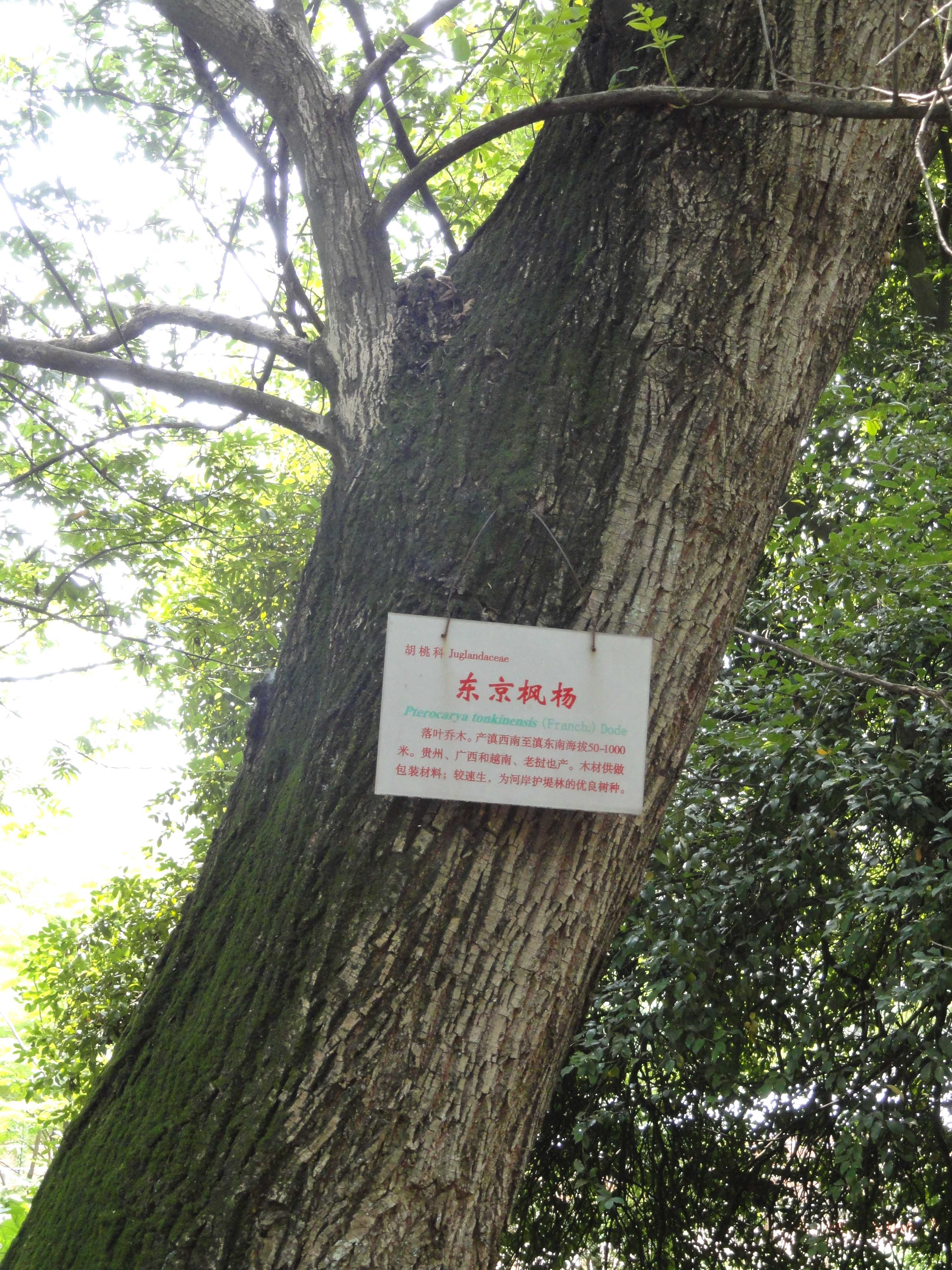
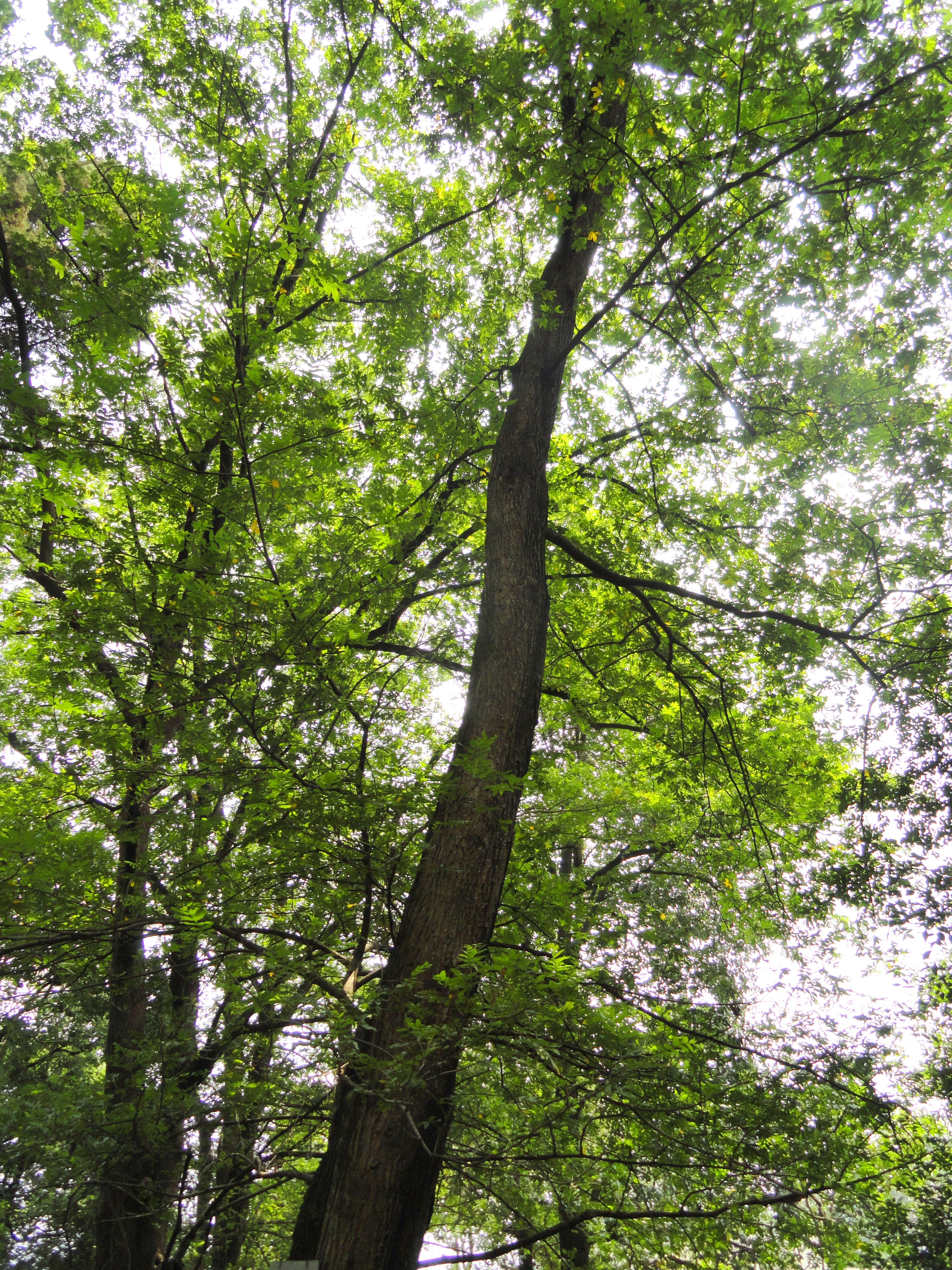
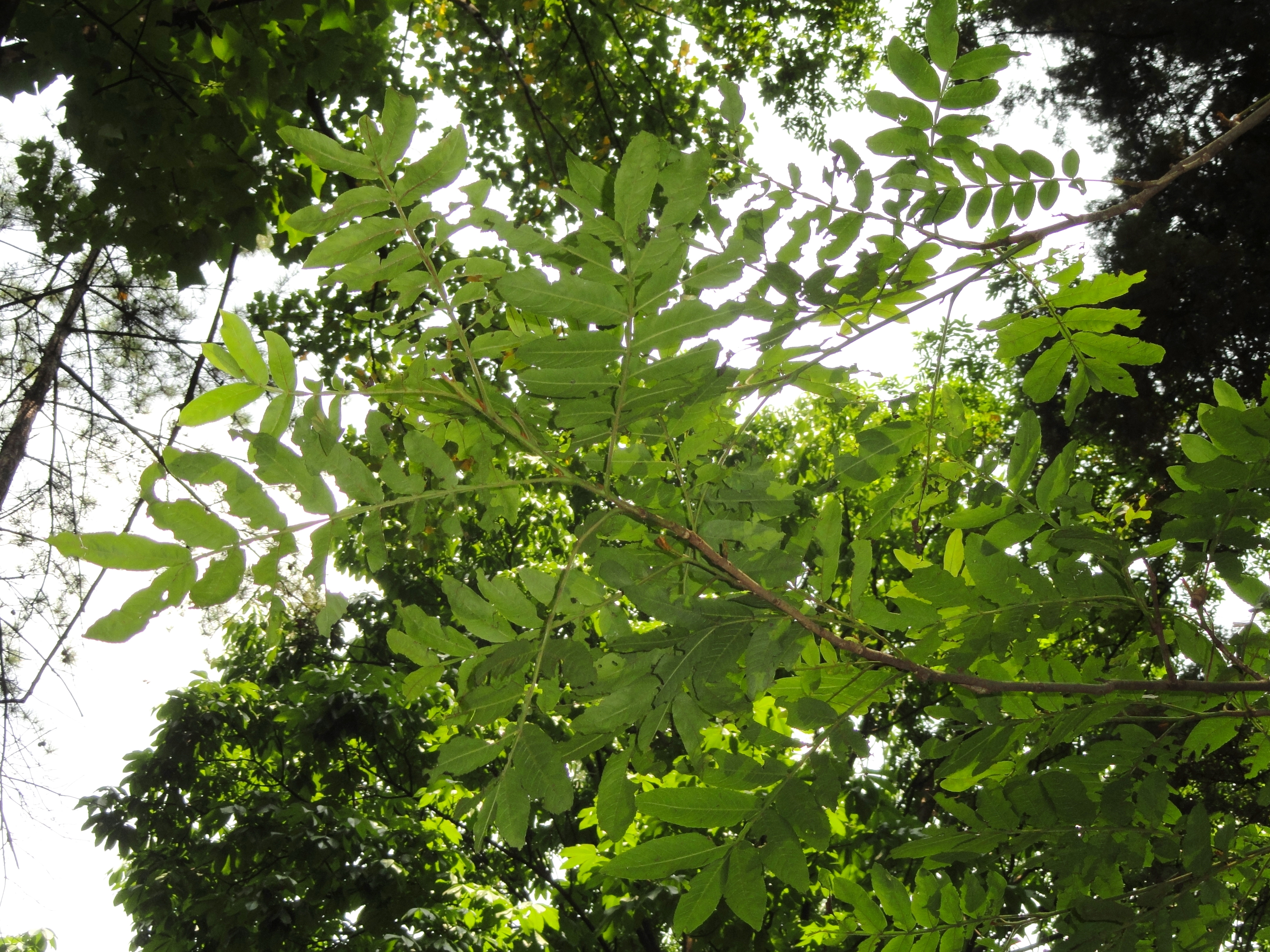